# Кореляція пластів гірських порід
Кореля́ція пласті́в гірськи́х порі́д — зіставлення, ототожнення, ув'язка однойменних одновікових пластів (а також шарів, пачок, горизонтів, циклів) між роз'єднаними розрізами головним чином осадових, осадово-вулканогенних, осадово-метаморфічних товщ, кір вивітрювання в межах родовищ, площ, басейнів, більших територій.
Кореляція пластів гірських порід має місце на всіх стадіях геологорозвідувального процесу, однак головне значення вона має на стадіях розвідки і експлуатації родовища. Об'єктами кореляції є пласти вугілля, горючих сланців, нафти, залізних руд, бокситів, вапняків, пісковиків, глинистих порід та ін. Найбільш повно опрацьовані питання кореляції пластів для вугленосних і нафтогазоносних товщ.
Для вивчення кореляції пластів застосовується комплекс методів: палеонтологічний, літологічний, геохімічний, геофізичний; методи геометризації і математичні.